# 卢旺达驻外机构列表

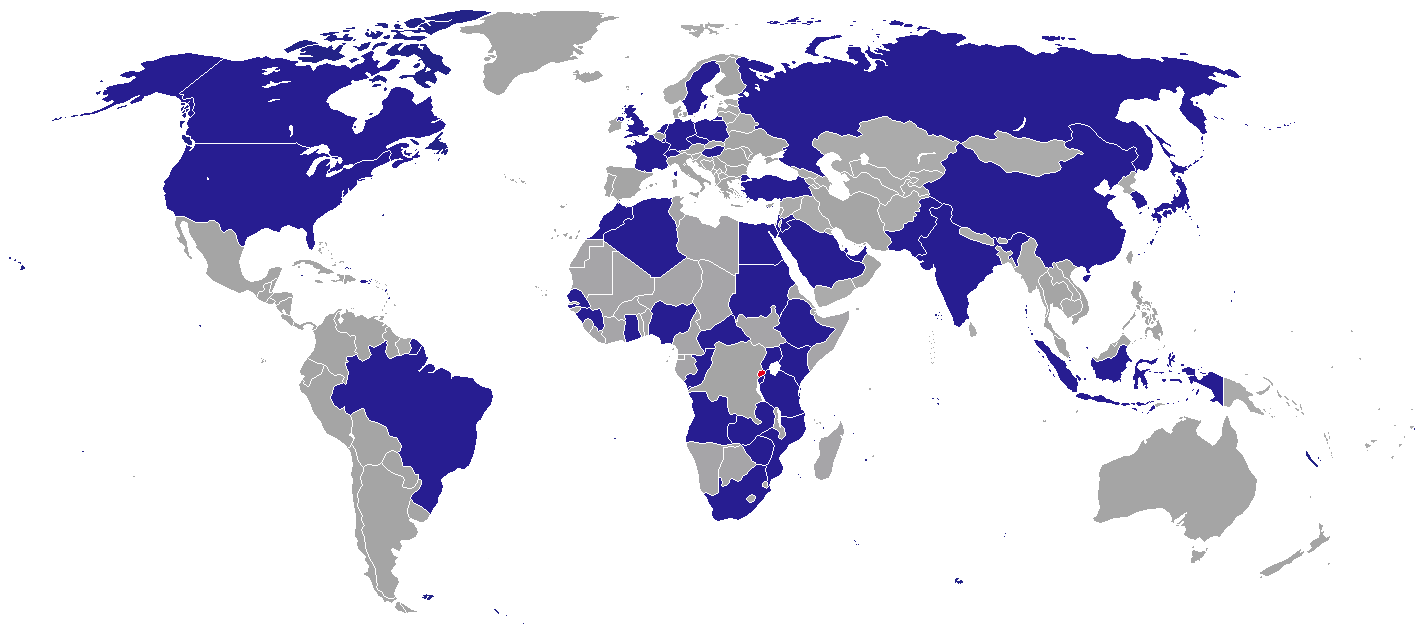
卢旺达驻外机构分布图

本列表列出东非国家卢旺达在世界各地设立的外交代表机构。

## 非洲
- 安哥拉
  - 羅安達（大使馆）[1]
- - 布瓊布拉（大使馆）[2]
- 中非
  - 班吉（代表处）[3]
- 刚果共和国
  - 布拉柴維爾（大使馆）[4]
- 刚果民主共和国
  - 金沙薩（大使馆）[5]
- 埃及
  - 開羅（大使馆）[6]
- 衣索比亞
  - 亞的斯亞貝巴（大使馆）
- - 阿克拉（高级专员公署）[7]
- 几内亚
  - 科纳克里（大使馆）[8]
- - 內羅畢（高级专员公署）
- 摩洛哥
  - 拉巴特（大使馆）[9]
- 莫桑比克
  - 馬普托（高级专员公署）[10]
- 奈及利亞
  - 阿布賈（高级专员公署）
- 塞内加尔
  - 達喀爾（大使馆）[11]
- 南非
  - 比勒陀利亞（高级专员公署）
- 苏丹
  - 喀土穆（大使馆）
- 坦桑尼亚
  - 达累斯萨拉姆（高级专员公署）
- 乌干达
  - 坎帕拉（高级专员公署）
- 尚比亞
  - 盧薩卡（高级专员公署）
- 辛巴威
  - 哈拉雷（大使馆）[12]

## 美洲
- 巴西
  - 巴西利亞（大使馆）
- 加拿大
  - 渥太華（高级专员公署）[13]
- 美国
  - 華盛頓特區（大使馆）[14]

## 亚洲
- 中华人民共和国
  - 北京（大使館）[15]
- 印度
  - 新德里（高級專員公署）
- 印度尼西亞
  - 雅加达（大使馆，即将启用）[16]
- 以色列
  - 特拉维夫（大使馆）[17]
- 日本
  - 东京都（大使馆）[18]
- 约旦
  - 安曼（大使馆）
- - 首尔（大使馆）[19]
- - 多哈（大使馆）
- 沙烏地阿拉伯
  - 利雅得（大使馆）
- 新加坡
  - 新加坡（高级专员公署）[20]
- 土耳其
  - 安卡拉（大使馆）[21]
- 阿联酋
  - 阿布扎比（大使馆）[22]
  - 杜拜（總領事館）

## 欧洲
- 捷克
  - 布拉格（大使馆）
- 法國
  - 巴黎（大使馆）
- 德国
  - 柏林（大使馆（波兰语：Ambasada Rwandy w Berlinie））
- 匈牙利
  - 布達佩斯（大使馆）
- 盧森堡
  - 卢森堡市（大使馆）
- 荷蘭
  - 海牙（大使馆）[23]
- 波蘭
  - 华沙（大使馆（波兰语：Ambasada Rwandy w Warszawie））[24]
- 俄羅斯
  - 莫斯科（大使馆）
- 瑞典
  - 斯德哥尔摩（大使馆（瑞典语：Rwandas ambassad i Stockholm））[25]
- 英国
  - 伦敦（高级专员公署）[26]

## 国际和地区组织
- 联合国
  - 紐約（常駐代表團）
  - 日内瓦（常駐代表團）[27]

## 參看
- 卢旺达外交
- 盧旺達簽證政策